# Óxido de níquel(III)
El óxido de níquel(III) (Ni2O3) es un compuesto del níquel. Algunas veces es denominado óxido de níquel negro. Su composición tiene alrededor del 77% de níquel. Éste suele obtenerse de la mezcla del hipoclorito de sodio y del cloruro de níquel(II) y por medio de un oxidante:
o bien, por ácido fumárico: